# Odette Myrtil
Odette Myrtil (parfois créditée Odette) est une actrice, costumière, chanteuse et violoniste française, née Odette Laure Clotilde Quignard le 28 juin 1898 à Paris 8e, morte le 18 novembre 1978 à Doylestown (Pennsylvanie).

## Biographie
Née de parents acteurs de théâtre, Odette Myrtil (nom de scène) débute enfant sur les planches à leurs côtés, entre autres dans le répertoire du vaudeville, en France et en Angleterre. Elle se forme également au chant et au violon (prenant notamment des leçons à Bruxelles en 1912, auprès du violoniste Eugène Ysaÿe). Engagée à New York comme Ziegfeld girl, elle participe ainsi aux Ziegfeld Follies, en 1915 et 1916, avant de contribuer en Angleterre jusqu'en 1923 à des revues, dont des productions d'André Charlot (ex. : Tails Up! (en) à Londres en 1918, avec Jack Buchanan).
De retour fin 1923 aux États-Unis (où elle s'installe définitivement), Odette Myrtil joue à Broadway dans des comédies musicales, opérettes et revues Off-Broadway, disséminées de 1924 à 1960. Mentionnons l'opérette Comtesse Maritza (musique d'Emmerich Kálmán, 1926-1927) et la comédie musicale The Cat and the Fiddle (en) écrite pour elle (musique de Jerome Kern, 1931-1932).
Au cinéma, elle débute dans un film britannique sorti en 1923. Après cet unique film muet, elle apparaît dans vingt-neuf films parlants américains, le premier étant Dodsworth de William Wyler (avec Walter Huston et Ruth Chatterton), sorti en 1936. Citons par la suite Kitty Foyle de Sam Wood (1940, avec Ginger Rogers et Dennis Morgan), La Glorieuse Parade de Michael Curtiz (1942, avec James Cagney et Joan Leslie), ou encore Le Bagarreur du Kentucky de George Waggner (1949, avec John Wayne et Vera Ralston).
Après La Dernière Fois que j'ai vu Paris de Richard Brooks (1954, avec Elizabeth Taylor et Van Johnson), où elle interprète la chanson-titre, elle revient une ultime fois au cinéma dans un film sorti en 1972.
Tenant le rôle d'une créatrice de mode dans Kitty Foyle pré-cité, Odette Myrtil confectionne elle-même certains de ses costumes, à la scène comme à l'écran et, en outre, devient costumière à part entière pour neuf films américains sortis de 1944 à 1950, dont Brewster's Millions d'Allan Dwan (1945, avec Dennis O'Keefe et Helen Walker) et L'Homme au chewing-gum de William Nigh (1949, avec Dorothy Lamour et Sterling Hayden).
Elle épouse en secondes noces l'acteur et metteur en scène anglais Stanley Logan (1885-1953) qui la dirige en 1929 à New York, dans la revue Broadway Nights.

## Théâtre musical (sélection)
(comme interprète, sauf mention contraire)

### À Londres
- 1916-1917 : The Bing Boys Are Here, revue, musique de Nat Ayer, lyrics de Clifford Grey, livret de George Grossmith Jr. et Fred Thompson
- 1918 : Tails Up!, revue produite par André Charlot, musique de Philip Braham, lyrics de David Burnaby et Hugh E. Wright, livret de John Hastings Turner
- 1918 : Tabs, revue, musique d'Ivor Novello, lyrics de Ronald Jeans
- 1919 : Bran Pie, revue produite par André Charlot

### À Broadway
- 1924 : Vogues of 1924, revue, musique d'Herbert Stothart, lyrics et livret de Fred Thompson et Clifford Grey, costumes de Charles Le Maire et Nat Lewis : rôle non-spécifiéau Shubert Theatre[1],[2].
- 1925 : The Love Song, opérette sur des musiques de Jacques Offenbach arrangées par Edward Künnecke, lyrics de Harry B. Smith : Hortense
- 1926-1927 : Comtesse Maritza (Countess Maritza - Gräfin Mariza), opérette, musique d'Emmerich Kálmán, livret de Julius Brammer et Alfred Grünwald, adaptation de Harry B. Smith : Manja (+ reprise en 1928)
- 1928-1929 : White Lilacs, opérette, musique de Karl Hajos sur des thèmes de Frédéric Chopin, lyrics et livret de Harry B. Smith : George Sand
- 1929 : Broadway Nights, revue, musique de Sam Timberg, Lee David et Maurice Rubens, lyrics de Moe Jaffe, livret d'Edgar Logan, chorégraphie de Busby Berkeley et Chester Hale, mise en scène de Stanley Logan : Marian Lavarre
- 1931-1932 : The Cat and the Fiddle, comédie musicale, musique de Jerome Kern (orchestrée par lui et Robert Russell Bennett), lyrics et livret d'Otto Harbach : Odette
- 1945-1947 : The Red Mill, comédie musicale, musique de Victor Herbert, lyrics et livret d'Henry Blossom, mise en scène de Billy Gilbert : Mme La Fleur
- 1949-1954 : South Pacific, comédie musicale, musique de Richard Rodgers (orchestrée par Robert Russell Bennett), lyrics d'Oscar Hammerstein II, livret d'Oscar Hammerstein II et Joshua Logan, chorégraphie et mise en scène de ce dernier : Bloody Mary (remplacement - dates non-spécifiées)
- 1953 : Maggie, comédie musicale, musique et lyrics de William Roy, livret de Hugh Thomas, d'après la pièce What Every Woman Knowns de J. M. Barrie, décors et costumes de Raoul Pène Du Bois : Mme Marstonne
- 1959-1960 : Saratoga, comédie musicale, musique d'Harold Arlen, lyrics de Johnny Mercer, livret et mise en scène de Morton DaCosta, d'après le roman Saratoga Trunk d'Edna Ferber, décors et costumes de Cecil Beaton : Belle Piquery

### Autres lieux
- 1939 : The Cat and the Fiddle, comédie musicale pré-citée, reprise : Odette (Los Angeles)
- 1943 : The Firefly, opérette, musique de Rudolf Friml, lyrics et livret d'Otto Harbach : rôle non-spécifié (Los Angeles)
- 1947 : The Red Mill, comédie musicale pré-citée, reprise : Mme La Fleur (tournée américaine)
- 1950 : Little Boy Blue, comédie musicale, musique de Max Showalter, lyrics et livret d'Albert G. Miller (Los Angeles - comme costumière)
- 1950 : Miss Liberty, comédie musicale, musique et lyrics d'Irving Berlin, livret de Robert Sherwood : La comtesse (Los Angeles)

## Filmographie complète
(films américains, sauf mention contraire)

### Actrice
- 1923 : Squibs, membre du Parlement (Squibs M.P.) de George Pearson (film britannique) : la danseuse
- 1936 : Jeunesse perdue (Dodsworth) de William Wyler : Renée De Penable
- 1937 : The Girl from Scotland Yard de Robert G. Vignola : Mme Yvonne Dupré
- 1938 : Suez d'Allan Dwan : la duchesse
- 1938 : Frou-Frou (The Toy Wife) de Richard Thorpe : la propriétaire
- 1940 : Kitty Foyle (Kitty Foyle : The Natural History of a Woman) de Sam Wood : Delphine Detaille
- 1941 : Out of the Fog d'Anatole Litvak
- 1941 : La Femme aux deux visages (Two-Faced Woman) de George Cukor : la vendeuse de la boutique de robes
- 1942 : Quelque part en France (Reunion in France) de Jules Dassin : Mme Montanot
- 1942 : The Pied Piper d'Irving Pichel : Mme Rougeron
- 1942 : La Glorieuse Parade (Yankee Doodle Dandy) de Michael Curtiz : Mme Bartoldi
- 1942 : Ma femme est un ange (I Married an Angel) de W. S. Van Dyke : la modiste
- 1942 : Madame et ses flirts (The Palm Beach Story) de Preston Sturges : la vendeuse
- 1943 : Un commando en Bretagne (Assignment in Brittany) de Jack Conway : la sœur de Louis
- 1943 : Et la vie recommence (Forever and a Day) d'Edmund Goulding et autres : Mme Gaby
- 1943 : My Kingdom for a Cook (en) de Richard Wallace : Mme Touchet
- 1943 : La Parade aux étoiles (Thousands Cheer) de George Sidney : Mama Corbino
- 1944 : Dark Waters d'André De Toth : Mama Boudreaux
- 1944 : Saboteur sans gloire (Uncertain Glory) de Raoul Walsh : Mme Bonet
- 1945 : Le Grand John (The Great John L.) de Frank Tuttle : la française
- 1945 : Rhapsodie en bleu (Rhapsody in Blue) d'Irving Pichel : Mme De Breteuil
- 1946 : Naughty Nanette de George Templeton (court métrage) : Mama Belleau
- 1946 : La Vie passionnée des sœurs Brontë (Devotion) de Curtis Bernhardt : Mme Heger
- 1946 : A Tale of Two Cafes de George Templeton (court métrage) : Mme Colette
- 1949 : Le Bagarreur du Kentucky (The Fighting Kentuckian) de George Waggner : Mme De Marchand
- 1951 : L'Inconnu du Nord-Express (Strangers on a Train) d'Alfred Hitchcock : Mme Darville
- 1951 : Si l'on mariait papa (Here Comes the Groom) de Frank Capra : la dame en gris
- 1952 : Lady Possessed de William Spier : Mme Burrows
- 1954 : La Dernière Fois que j'ai vu Paris (The Last Time I Saw Paris) de Richard Brooks : la chanteuse
- 1972 : Hot Pants Holiday d'Edward Mann : Odette

### Costumière
- 1944 : Les Hommes de demain (Tomorrow, the World!) de Leslie Fenton
- 1945 : L'Aventurière de San Francisco (Allotment Wives) de William Nigh
- 1945 : Brewster's Millions d'Allan Dwan
- 1945 : Divorce de William Nigh
- 1945 : Getting Gertie's Garter d'Allan Dwan
- 1946 : People Are Funny de Sam White
- 1949 : L'Homme au chewing-gum (Manhandled) de Lewis R. Foster
- 1949 : The Lucky Stiff de Lewis R. Foster
- 1950 : 711 Ocean Drive de Joseph M. Newman